# 戈亚斯州帕莱斯蒂纳
戈亚斯州帕莱斯蒂纳（葡萄牙語：Palestina de Goiás）是巴西戈亚斯州的一个市镇。总面积1320.683平方公里，总人口3405人，人口密度2.6人/平方公里。